# Stora torget, Västerås

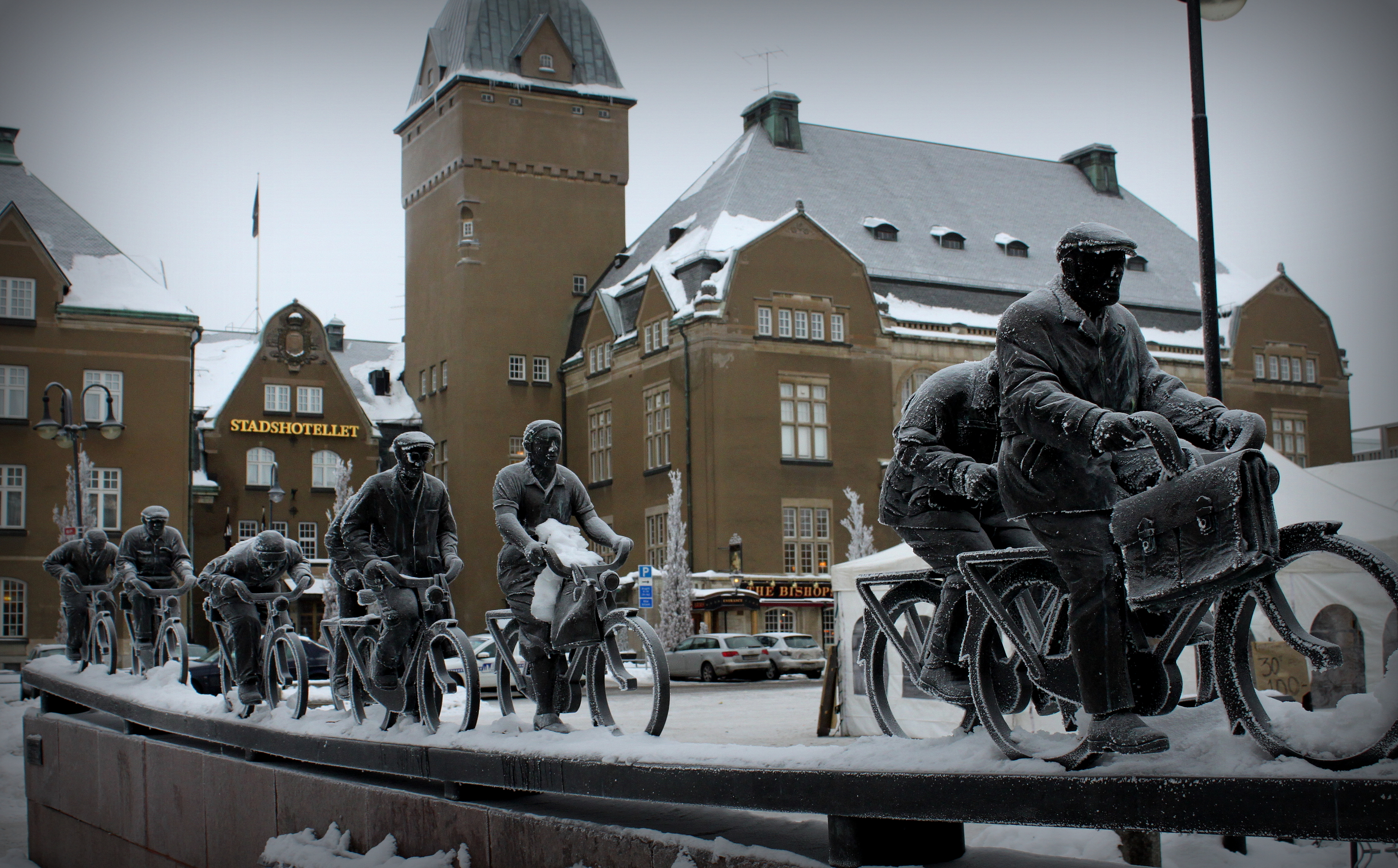
Skulpturen Aseaströmmen av Bengt-Göran Broström vid Stora Torget i Västerås

Stora Torget är ett torg i Västerås. Det har bedrivits handel runt torget sedan början på 1900-talet.. Torget ligger i  den nordnordvästra delen av Västerås centrum. Runt torget ligger bland annat det gamla Domus-huset, numera varuhuset Igor, Sigma-varuhuset och Stadshotellet.
Vid torget finns skulpturen Aseaströmmen av Bengt-Göran Broström. Torget är även besjunget i barnvisan Husmusen.
Den 9–15 december 2019 sändes Musikhjälpen från torget.